# E15 (Ecuador)
Die E15 oder Troncal del Pacífico ist eine Straße in Ecuador. Die Straße bildet eine Nord-Süd-Route entlang der Pazifikküste von der Grenze zu Kolumbien bei Mataje über Esmeraldas und Manta nach Salinas. Die E15 ist 741 Kilometer lang.

## Straßenbeschreibung
Die E15 beginnt an der Grenze zu Kolumbien bei Mataje. Auf der kolumbianischen Seite führt die Straße als I-5 nach Tumaco weiter. Der Nordwesten von Ecuador ist dünn besiedelten und liegt im Dschungel. Die E15 verläuft hier nicht direkt am Meer, sondern etwas im Landesinneren. In San Lorenzo überquert man die E10, danach verläuft die Straße südwestlich der Stadt Esmeraldas und kreuzt hier die E20. Die E15 verläuft dann an der Küste entlang Richtung Süden bis Manta, wo die E30 gekreuzt wird. Manta ist eine große Stadt und die E15 führt als Ringstraße mit 2 × 2 Fahrspuren um das Stadtgebiet. Der letzte Teil in der Provinz Santa Elena verläuft durch ein Trockengebiet und die Straße endet bei Salinas auf der E40.

## Geschichte
Der Abschnitt zwischen Rocafuerte und Manta wurde konzessioniert und daher ist auf diesem Abschnitt Maut zu entrichten. Die E15 war 2000 bis auf den Teil nördlich von Esmeraldas von guter Qualität, da sie im Jahr 2000 komplett saniert wurde.